# Castello di Saint Mawes

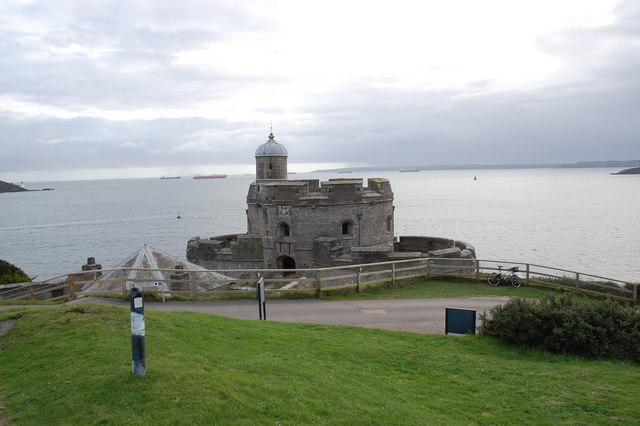
Veduta del castello di St Mawes e della costa circostante

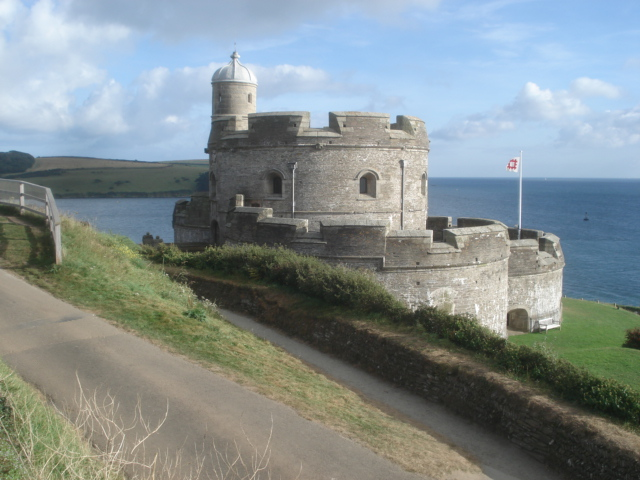
Il maschio del castello di St Mawes

Il castello di St Mawes (in inglese: St Mawes Castle) è un castello fortificato del villaggio di Saint Mawes, in Cornovaglia (Inghilterra sud-occidentale), costruito tra il 1539/1540 e il 1543/1545  per volere di Enrico VIII.
È considerato uno dei migliori esempi di ingegneria militare di epoca Tudor e delle fortezze costiere volute da Enrico VIII di cui sia rimasta traccia.

## Ubicazione
Il castello si trova in cima ad uno sperone roccioso affacciato sull'estuario sulla Manica del fiume Fal, giusto di fronte al "gemello" Pendennis Castle di Falmouth.

## Caratteristiche
Il castello è costituito da un maschio circolare e da tre bastioni semicircolari, che conferiscono all'edificio una forma che ricorda quella di un trifoglio. Si tratta di una struttura concepita in maniera tale da permettere l'inserimento di pesanti cannoni che consentivano l'affondamento dell'navi nemiche.
L'entrata principale è protetta da un fosso.

## Storia
L'ordine di costruire il castello fu dato da Enrico VIII intorno al 1540 con l'intento di proteggere la costa occidentale della Cornovaglia, che fino agli inizi del XVI secolo era esposta alle invasioni francesi e spagnole.

A caldeggiarne la costruzione fu la stessa popolazione della zona dopo uno scontro lungo l'estuario del fiume Fal tra le flotte delle due nazioni.
La costruzione del castello durò quasi cinque anni e costò circa 5.000 sterline.
Nel 1646, nel corso della guerra civile inglese, il castello fu espugnato dalle truppe repubblicane.

## Il castello nel cinema e nelle fiction
- Il castello di St Mawes fu una delle location della serie televisiva britannica del 1975, basata sui romanzi di Winstor Graham, Poldark.[2][7]